# Edgar Wallace Mysteries
Edgar Wallace Mysteries was een televisieserie van veertig (mogelijk 47) delen die tussen 1960 en 1964 werd geproduceerd in de Merton Park Studios Ltd in Londen. De verhalen waren losjes gebaseerd op het schrijfwerk van Edgar Wallace. De producent van de serie was Jack Greenwood.

## Edgar Wallace Mysteries-titels
1960:
- 1. The Clue of the Twisted Candle. Bernard Lee, David Knight, Frances De Wolff. Scenario: Philip Mackie; naar het boek uit 1916.  Regie: Allan Davis.
- 2. Marriage of Convenience. John Cairney, Harry H. Corbett, Jennifer Daniel. Scenario: Robert Stewart; gebaseerd op The Three Oak Mystery (1924). Regie: Clive Donner.
- 3. The Man Who Was Nobody. Hazel Court, John Crawford, Lisa Daniely. Scenario: James Eastwood; Naar het boek uit 1927. Regie: Montgomery Tully.
- 4. The Malpas Mystery. Maureen Swanson, Allan Cuthbertson, Geoffrey Keene. Scenario: Paul Tabori, Gordon Wellesley; gebaseerd op The Face in the Night (1924). Regie: Sidney Hayers.
- 5. The Clue of the New Pin. Paul Daneman, Bernard Archard, James Villiers. Scenario: Philip Mackie; Naar het boek uit 1923. Regie: Allan Davis.

1961:
- 6. The Fourth Square. Conrad Phillips, Natasha Parry, Delphi Lawrence. Scenario: James Eastwood; gebaseerd op Four Square Jane (1929). Regie: Allan Davis.
- 7. Partners in Crime. Bernard Lee, John Van Eyssen, Moira Redmond. Scenario: Robert Stewart; gebaseerd op on The Man Who Knew (1918). Regie: Peter Duffell.
- 8. The Clue of the Silver Key. Bernard Lee, Lyndon Brook, Finlay Currie. Scenario: Philip Mackie; naar het boek uit 1930 (ook The Silver Key). Regie: Gerard Glaister.
- 9. Attempt To Kill. Derek Farr, Tony Wright, Richard Pearson. Scenario: Richard Harris; gebaseerd op het korte verhaal The Lone House Mystery (1929). Regie: Royston Morley.
- 10. The Man at the Carlton Tower. Maxine Audley, Lee Montague, Allan Cuthbertson. Scenario: Philip Mackie; gebaseerd op The Man at the Carlton (1931). Regie: Robert Tronson.
- 11. Never Back Losers. Jack Hedley, Jacqueline Ellis, Patrick Magee. Scenario: Lukas Heller; gebaseerd op  The Green Ribbon (1929). Regie: Robert Tronson.
- 12. The Sinister Man. John Bentley, Patrick Allen, Jacqueline Ellis. Scenario: Robert Stewart; naar het boek uit 1924. Regie: Clive Donner.
- 13. Man Detained. Bernard Archard, Elvi Hale, Paul Stassino. Scenario: Richard Harris; gebaseerd op het boek  A Debt Discharged (1916). Regie: Robert Tronson.
- 14. Backfire. Alfred Burke, Zena Marshall, Oliver Johnston. Scenario: Robert Stewart. Regie: Paul Almond.

1962:
- 15. Candidate for Murder. Michael Gough, Erika Remberg, Hans Borsody. Scenario: Lukas Heller;  gebaseerd op het boek The Best Laid Plans of a Man in Love  Regie: David Villiers.
- 16. Flat Two. John Le Mesurier, Jack Watling, Barry Keegan. Scenario: Lindsay Galloway; gebaseerd op het boek Flat 2 (1924). Regie: Alan Cooke.
- 17. The Share Out. Bernard Lee, Alexander Knox, Moira Redmond. Scenario: Philip Mackie; gebaseerd op het boek  Jack o’ Judgment (1920). Regie: Gerard Glaister.
- 18. Time to Remember. Harry H. Corbett, Yvonne Monlaur, Robert Rietty. Scenario: Arthur La Bern; gebaseerd op The Man Who Bought London (1915). Regie: Charles Jarrott.
- 19. Number Six. Nadja Regin, Ivan Desny, Brian Bedford. Scenario: Philip Mackie; naar het boek uit 1922. Regie: Robert Tronson.
- 20. Solo for Sparrow. Anthony Newlands, Glyn Houston, Nadja Regin. Scenario: Roger Marshall;  gebaseerd op The Gunner (1928; ook: Gunman’s Bluff). Regie: Gordon Flemyng.
- 21. Death Trap. Albert Lieven, Barbara Shelley, John Meillon. Scenario: John Roddick. Regie: John Moxey.
- 22. Playback. Margit Saad, Barry Foster, Victor Platt. Scenario: Robert Stewart. Regie: Quentin Lawrence.
- 23. Locker Sixty-Nine. Eddie Byrne, Paul Daneman, Walter Brown. Scenario: Richard Harris. Regie: Norman Harrison.
- 24. The Set Up. Maurice Denham, John Carson, Maria Corvin. Scenario: Roger Marshall. Regie: Gerard Glaister.
- 25. On the Run. Emrys Jones, Sarah Lawson, Patrick Barr. Scenario: Richard Harris. Regie: Robert Tronson.

1963:
- 26. Incident at Midnight. Anton Diffring, William Sylvester, Justine Lord. Scenario: Arthur La Bern. Regie: Norman Harrison.
- 27. Return to Sender. Nigel Davenport, Yvonne Romain, Geoffrey Keen. Scenario: John Roddick. Regie: Gordon Hales.
- 28. Ricochet. Maxine Audley, Richard Leech, Alex Scott. Scenario: Roger Marshall, gebaseerd op The Angel of Terror (1922, ook: The Destroying Angel). Regie: John Moxey.
- 29. The £20,000 Kiss. Dawn Addams, Michael Goodliffe, Richard Thorp. Scenario: Philip Mackie. Regie: John Moxey.
- 30. The Double. Jeannette Sterke, Alan MacNaughtan, Robert Brown. Scenario: Lindsay Galloway; naar het boek uit 1928. Regie: Lionel Harris.
- 31. The Partner. Yoko Tani, Guy Doleman, Ewan Roberts. Scenario: John Roddick; gebaseerd op A Million Dollar Story (1926). Regie: Gerard Glaister.
- 32. To Have and To Hold. Ray Barrett, Katharine Blake, Nigel Stock. Scenario: John Sansom;  naar het korte verhaal The Breaking Point (1927) uit de bundel:  Lieutenant Bones (1918). Regie: Herbert Wise.
- 33. The Rivals. Jack Gwillim, Erica Rogers, Brian Smith. Scenario: John Roddick; gebaseerd op het korte verhaal uit de bundel Elegant Edward (1928). Regie: Max Varnel.
- 34. Five To One. Lee Montague, Ingrid Hafner, John Thaw. Scenario: Roger Marshall; gebaseerd op The Thief in the Night (1928). Regie: Gordon Flemyng.
- 35. Accidental Death. John Carson, Jacqueline Ellis, Derrick Sherwin. Scenario: Arthur La Bern; gebaseerd op het boek  Jack O’Judgment (1920). Regie: Geoffrey Nethercott.
- 36. Downfall. Maurice Denham, Nadja Regin, T.P. McKenna. Scenario: Robert Stewart. Regie: John Moxey.

1964:
- 37. The Verdict. Cec Linder, Zena Marshall, Nigel Davenport. Scenario: Arthur La Bern; gebaseerd op The Big Four (1929). Regie: David Eady.
- 38. We Shall See. Maurice Kaufmann, Faith Brook, Alec Mango. Scenario: Donal Giltinan; gebaseerd op We Shall See! (1926; ook:The Gaol Breaker). Regie: Quentin Lawrence.
- 39. Who Was Maddox?. Bernard Lee, Jack Watling, Suzanne Lloyd. Scenario: Roger Marshall;  gebaseerd op het korte verhaal The Undisclosed Client (1926) uit de bundel: Forty-Eight Short Stories (1929). Regie: Geoffrey Nethercott.
- 40. Face of a Stranger. Jeremy Kemp, Bernard Archard, Rosemary Leach. Scenario: John Sansom. Regie: John Moxey.